# El Floridita

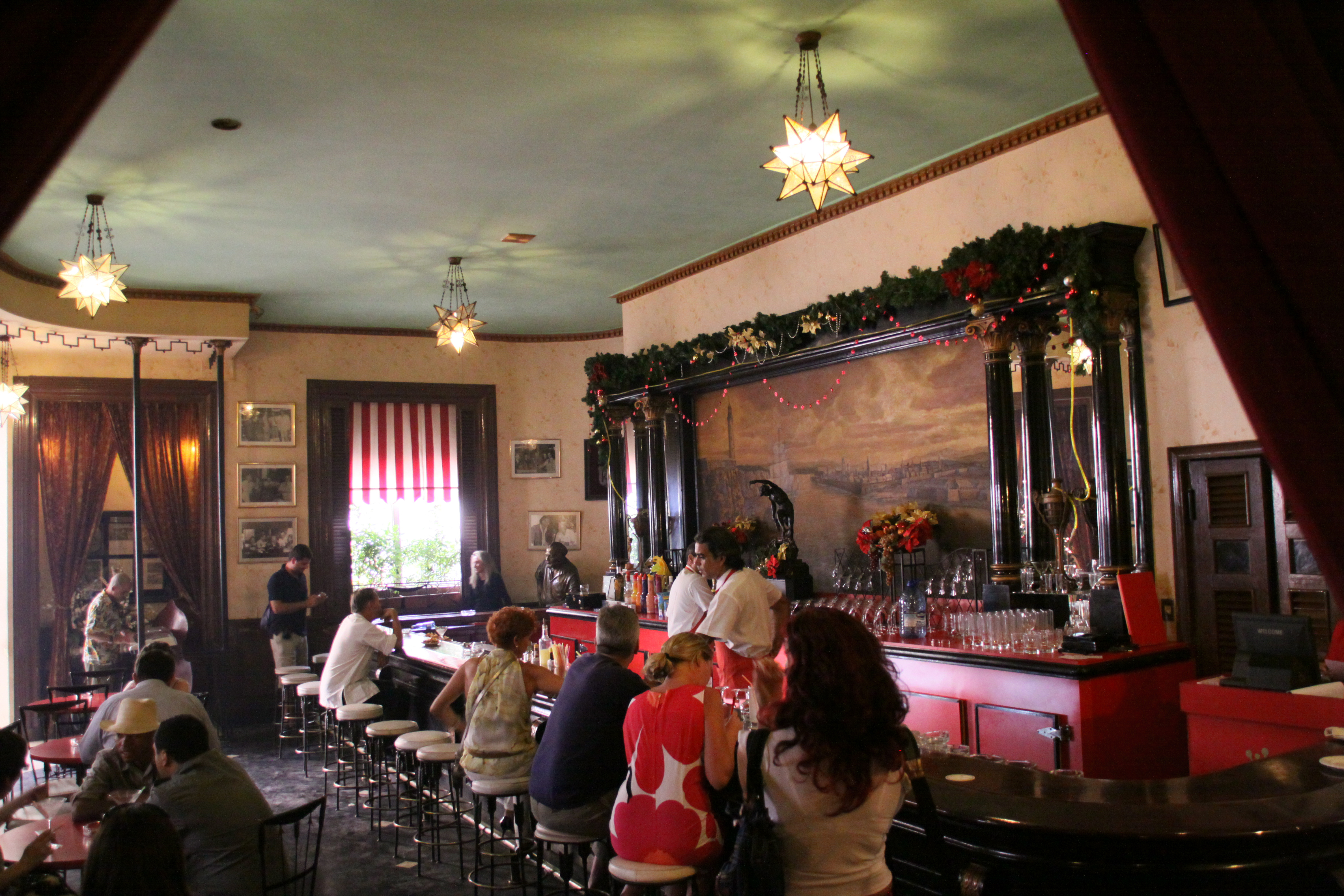
El Floridita

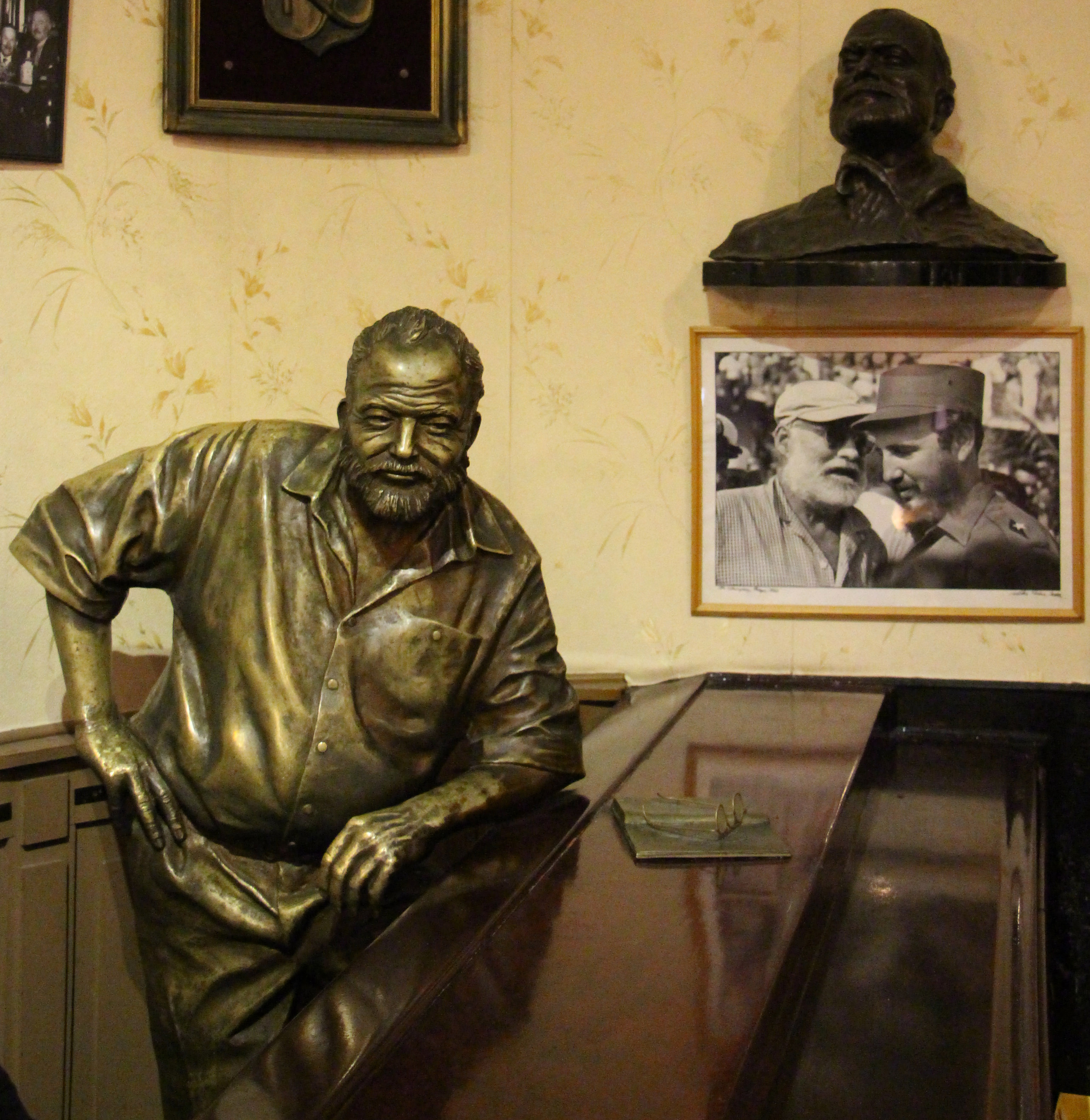
Bronzestatue Hemingways im El Floridita

El Floridita ist eine Bar im Zentrum von Havanna auf Kuba. Sie wurde 1817 unter dem Namen La Piña de Plata eröffnet und zählt  zu den bekanntesten der Welt.

## Geschichte
In der Bar El Floridita soll der Daiquiri, ein Cocktail aus Rum, Zucker und Limettensaft erfunden worden sein und gilt als ihr Signature Drink. Die Entstehungslegende ist jedoch umstritten, da der Daiquiri nach einer gleichnamigen Siedlung in der Nähe von Santiago de Cuba benannt ist. Besonders durch Ernest Hemingway gewann die Bar und der Daiquiri an Bekanntheit, wobei Hemingway stets seine eigene Variante des Cocktails mit der doppelten Menge Rum, sowie zusätzlich Grapefruitsaft und Maraschino und ohne Zucker getrunken haben soll, den er Papa Doble nannte. Von Hemingway stammt der Ausspruch: „My Mojito in La Bodeguita, my Daiquiri in El Floridita“ („Meinen Mojito in der Bodeguita, meinen Daiquiri in der Floridita“). An der Theke im Barraum des El Floridita steht eine 2003 von José Villa Soberón geschaffene bronzene Figur von Hemingway, die von den Barkeepern des El Floridita jeden Tag einen Daiquiri vorgesetzt bekommt.
Gegründet unter dem Namen „La Piña de Plata“ (Die silberne Ananas), später El Florida, galt die Bar als eine der besten Bars der Welt. Zu verdanken hatte sie diesen Ruf dem in Spanien geborenen Constantino Ribalaigua Vert (Spitzname „Constante“, der Beständige), der sie 1918 erworben hatte. Zuletzt im Jahre 1953 im Esquire als eine der sieben besten Bars der Welt gewählt, verlor die Bar für US-Amerikaner durch die kubanische Revolution an Bedeutung. Im Jahre 1992 gewann die Bar den Five Star Diamond als Beste der Besten. Zu Gast waren u. a. Naomi Campbell, Pierce Brosnan, Sean Connery und der Designer Paco Rabanne.

## Lage
Die Bar liegt an der Obispo No. 557 esq. a Monserrate in der Altstadt La Habana Vieja, nahe dem Parque Central und den für Havanna typischen klassischen Grand Hotels.